# Заремба Олександр Олександрович
Олександр Олександрович Заремба (псевдо — Гайдук; нар. 1 червня 1978, м. Кашира, Московська область) — український історик, воєнний реконструктор, організатор фестивалів, громадський активіст.
Директор Кам'янець-Подільського державного історичного музею-заповідника (з 19 лютого 2016).

## Життєпис
Олександр Заремба народився 1 червня 1978 року в м. Кашира (нині РФ) в родині військовослужбовця.
У 1987 році сім'я переїхала до Кам'янця-Подільського.
Закінчив історичний факультет (2000) та аспірантуру (2006) Кам'янець-Подільського державного педагогічного університету. Працював представником корпорації «Укрзовнішінтур» у Кам'янці-Подільському (2006—2007); приватним підприємцем (надавав послуги з екскурсійного супроводу); завідувачем відділу маркетингу, інвестування та розвитку (2011—2016), від 2016 — директор Кам'янець-Подільського державного історичного музею-заповідника.
Засновник і керівник ГО «Кам'янець-Подільське військово-історичне товариство», яка відома своїми фестивалями історичної реконструкції «Terra heroica» (2005—2009; з 2010 р. фестиваль «Schola millitaria»), «Остання столиця», «Археологічний пікнік», «Ruthenica Medievalis 2020».
У 2007—2011 роках був членом правління ГО «Фестивальна агенція Ратуша».
У 2017 році Кам'янець-Подільський музей-заповідник під керівництвом Олександра Заремби отримав 7,2 млн грн. доходу.
Веде ютуб канал Haiduk Kamieniec, де розповідає про історичну реконструкцію, військову історія України, життя в XVII столітті.